# Władysław Łazowski
Władysław Michał Łazowski (ur. 5 września 1876, zm. 9 sierpnia 1941 w Starobielsku) – podpułkownik aptekarz Wojska Polskiego.

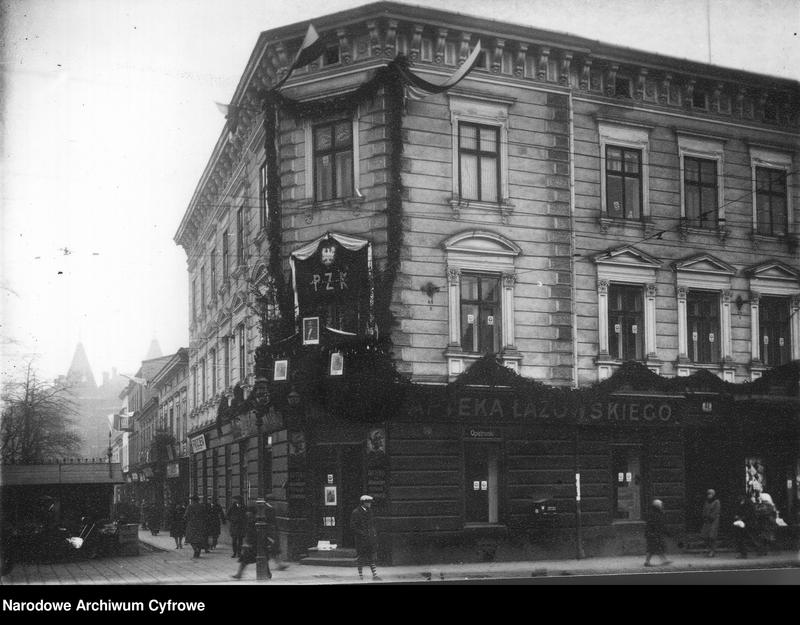
Apteka Władysława Łazowskiego we Lwowie

## Życiorys
Władysław Łazowski urodził się 5 września 1876. Był synem Tytusa (1838-1894, farmaceuta władający apteką „Pod Archaniołem” we Lwowie) i Józefy z domu Płoszewskiej. W 1903 ukończył studia farmaceutyczne z tytułem magistra we Lwowie.
Po zakończeniu I wojny światowej został przyjęty do Wojska Polskiego. Został awansowany na stopień majora w korpusie oficerów zawodowych sanitarnych dział aptekarze ze starszeństwem z dniem 1 czerwca 1919. W 1923, 1924 jako oficer nadetatowy 8 Batalionu Sanitarnego z Torunia służył w Szpitalu Okręgowym VIII w tym mieście. Został awansowany na stopień podpułkownika aptekarza w korpusie oficerów sanitarnych ze starszeństwem z dniem 1 stycznia 1928. W 1928 był oficerem w 8 Okręgowej Składnicy Sanitarnej. W 1934 jako podpułkownik aptekarz przeniesiony w stan spoczynku był przydzielony do kadry zapasowej 6 Okręgowego Szpitala Okręgowego we Lwowie i pozostawał wówczas w ewidencji Powiatowej Komendy Uzupełnień Lwów Miasto.
Do 1939 prowadził apteki we Lwowie przy ulicy 29 Listopada 75 i przy ulicy Lwowskich Dzieci.
Po wybuchu II wojny światowej i agresji ZSRR na Polskę z 17 września 1939 roku został aresztowany przez funkcjonariuszy NKWD. Zmarł 9 sierpnia 1941 w Starobielsku na obszarze ZSRR.
Był żonaty z Zuzanną z domu Acht (1881-1962), z którą miał syna Zbigniewa i córkę Kazimierę, którzy wkrótce po jego aresztowaniu zostali wywiezieni w głąb ZSRR, przebywali na obszarze kazachskim, z którego później powrócili na ziemie polskie.